# 卡尔·埃贡三世 (菲斯滕贝格)
卡尔·埃贡·利奥波德·玛利亚·威廉·马克斯（Karl Egon Leopold Maria Wilhelm Max，1820年3月4日—1892年3月15日），出生于多瑙艾辛根。菲斯滕贝格亲王，称卡尔·埃贡三世。是卡尔·埃贡二世与妻子阿玛丽埃的长子。有一个姐姐：玛丽·伊丽莎白公主。
1844年11月4日，卡尔·埃贡在格賴茨与羅伊斯-格賴茨親王亨利十九世的女兒伊丽莎白结婚，婚后有一子一女：
1. 阿玛莉埃·卡洛琳·贾斯帕琳·利奥波丁·亨利埃塔·路易丝·伊丽莎白·弗郎西斯卡·马克西米利安妮（Amélie Karoline Gasparine Leopoldine Henriette Luise Elisabeth Franziska Maximiliane，1848年5月25日－1918年3月8日）；
2. 卡尔·埃贡·玛利亚·弗里德里希·埃米尔·贾斯帕·海因里希·威廉·卡米尔·马克斯·路德维希·维克托（Karl Egon Maria Friedrich Emil Caspar Heinrich Wilhelm Camill Max Ludwig Viktor，1852年8月25日－1896年11月27日）。

| 王位覬覦者             | 王位覬覦者                                            | 王位覬覦者             |
| ---------------------- | ----------------------------------------------------- | ---------------------- |
| 前任者： 卡尔·埃贡二世 | — 名义上的 — 菲斯滕贝格-皮尔格利茨亲王 1854年－1892年 | 繼任者： 卡尔·埃贡四世 |